# اوسیپ کلروین
اوسیپ کلروین (عبری: מירה ווארהפטיג‎؛ ۶ فوریهٔ ۱۸۹۳ – ۹ سپتامبر ۱۹۷۰) معمار اهل لهستان بود.